# Сборная Замбии по нетболу
Сборная Замбии по нетболу представляет Замбию на международных соревнованиях по нетболу. Управляющим органом является Ассоциация нетбола Замбии (англ. Netball Association of Zambia, NAZ).
По состоянию на 25 июля 2024, сборная Замбии по нетболу занимает 16-е место в мировом рейтинге сборных по нетболу.

## Результаты выступлений

### Чемпионаты мира
| Год        | Место          | Игры           | Победы         | Ничьи          | Поражения      |
| ---------- | -------------- | -------------- | -------------- | -------------- | -------------- |
| 1963—1995  | не участвовали | не участвовали | не участвовали | не участвовали | не участвовали |
| 1999       | 17             | 8              | 7              | 0              | 1              |
| 2003—2011  | не участвовали | не участвовали | не участвовали | не участвовали | не участвовали |
| 2015       | 14             | 7              | 1              | 0              | 6              |
| 2019—н. в. | не участвовали | не участвовали | не участвовали | не участвовали | не участвовали |

### Чемпионаты Африки
| Год  | Место          | Игры           | Победы         | Ничьи          | Поражения      |
| ---- | -------------- | -------------- | -------------- | -------------- | -------------- |
| 2010 | не участвовали | не участвовали | не участвовали | не участвовали | не участвовали |
| 2012 | 3              | 5              | 3              | 0              | 2              |
| 2013 | 3              | 4              | 2              | 0              | 2              |
| 2014 | 2              | 5              | 4              | 0              | 1              |
| 2015 | ?              | .              | .              | .              | .              |
| 2017 | 4              | 5              | 2              | 0              | 3              |
| 2018 | 4              | 6              | 4              | 0              | 2              |
| 2019 | ?              | .              | .              | .              | .              |
| 2021 | ?              | .              | .              | .              | .              |
| 2023 | 1              | 6              | 5              | 0              | 1              |

### Африканские игры
| Год       | Место          | Игры           | Победы         | Ничьи          | Поражения      |
| --------- | -------------- | -------------- | -------------- | -------------- | -------------- |
| 1995—1999 | не участвовали | не участвовали | не участвовали | не участвовали | не участвовали |
| 2011      | 3              | 8              | 6              | 0              | 2              |